# Feiertage in der Autonomen Region Kurdistan
Hier werden jährlich wiederkehrende Feiertage in der Autonomen Region Kurdistan (Irak) aufgelistet. Fällt ein arbeitsfreier Tag auf einen Freitag oder Samstag, dann wird der folgende Werktag als arbeitsfreier Tag deklariert.
| Datum              | Bezeichnung                     | Bemerkungen |
| ------------------ | ------------------------------- | --- |
| 1. Januar          | Neujahr                         | auch Rückgabe des Präsidentenpalastes in Bagdad am 1. Januar 2009 an den Irak und Symbol für die Wiederherstellung der irakischen Souveränität |
| 6. Januar          | Tag der Streitkräfte            | derzeit aufgrund von Spannungen zwischen Zentral- und Regionalregierung in der Region Kurdistan ausgesetzt                                     |
| 5. März            | Tag des kurdischen Aufstandes   | auf die Region Kurdistan beschränkt |
| 11. März           | Feiertag zum Aufstand von Erbil | auch Gedenktag zum Übereinkommen vom 11. März, auf die Region Kurdistan beschränkt                                                             |
| 21. März           | Newroz                          | |
| 9. April           | Tag der Befreiung               | Sturz des Saddam-Regimes, Feiertag nur in der Region Kurdistan                                                                                 |
| 1. Mai             | Tag der Arbeit                  | |
| 14. Juli           | Tag der Republik                | Sturz der Haschemiten-Monarchie und Schaffung der irakischen Republik                                                                          |
| 3. Oktober         | Unabhängigkeitstag              | Unabhängigkeit des Iraks von Großbritannien im Jahre 1932, derzeit in der Region Kurdistan kein arbeitsfreier Tag                              |
| 10. Dezember       | Tag des Sieges                  | Jahrestag zum Sieg über den Islamischen Staat                                                                                                  |
| 25. Dezember       | Weihnachten                     | Seit 2018 nationaler Feiertag |
| 31. Dezember       | Irak Tag                        | |
| 1. Muharram        | Islamisches Neujahr             | |
| 1. Schauwāl        | Fest des Fastenbrechens         | Ende des Ramadans, dauert vier Tage an |
| 10. Dhū l-Hiddscha | Islamisches Opferfest           | dauert drei Tage an |
| 10. Muharram       | Aschura                         | |
| 12. Rabīʿ al-awwal | Maulid an-Nabī                  | Geburtstag des Propheten Mohammed |

Gedenktage, die gewöhnliche Werktage sind:
| Datum        | Bezeichnung                        | Bemerkungen                                                             |
| ------------ | ---------------------------------- | ----------------------------------------------------------------------- |
| 18. Februar  | Tag der Kurdischen Studenten Union |                                                                         |
| 1. März      | Trauertag                          | Todestag von Molla Mustafa Barzani                                      |
| 7. März      | Befreiung von Sulaimaniyya         |                                                                         |
| 8. März      | Frauentag                          |                                                                         |
| 13. März     | Befreiung von Duhok                |                                                                         |
| 20. März     | Befreiung von Kirkuk               |                                                                         |
| 1. April     | Assyrisches Neujahr                |                                                                         |
| 22. April    | Tag der Presse                     | Am 22. April 1898 erschien die erste kurdische Zeitung, siehe Kurdistan |
| 17. Dezember | Tag der kurdischen Flagge          | [ 4 ]                                                                   |